# 2006年泰國軍事政變
2006年泰國軍事政變發生於泰國當地時間2006年9月19日深夜。泰国皇家军队在泰国首相塔克辛·欽那瓦赴美国紐約代表泰国出席聯合國大會之際發動軍事政變，这是泰国自1991年2月，以当时领袖苏钦达發動的政變（詳見1991年泰國軍事政變）以来最大型的军事政变。軍方政变導致政局十分緊張。
泰国政变军方于9月19日晚通过当地电视台和广播电台宣布，解散看守政府首相他信领导的内阁，由一个名为“泰国国家管理改革委员会”的军政府全权接管国家政权、临时组成政府及一切内部或外部事务。政變雖使泰國複雜的政局一度安定，軍方也很快實現諾言還權於民，但翌年恢復民主制度後，隨即重新陷入嚴重的政治混亂，親欽那瓦家族的政黨及反對派陷入嚴重的政治紛爭，埋下2014年泰國政變的遠因。

## 事件经过记录

### 第一天
2006年9月19日，14辆坦克驶入泰国首都曼谷的街道，抵达泰国政府大楼，并且有大约50名士兵进驻了官廳。随即，泰国陆军司令及政变领袖頌提宣布泰国首相塔克辛·欽那瓦被罷免。由頌提领导的军方说，在军事政变过程中，军警没有遭遇任何武力抵抗，副首相奇猜·万那萨提和国防部长探马叻被解职并被逮捕。其它消息來源認為，奇猜被禁固在一個軍事房舍。國防部長探玛叻·伊沙朗军·纳·阿育陀耶都在政變後被拘禁了，但現在下落未明。前秘書長普羅民和司法部常務次長宋猜都被拘禁在該軍隊司令部的二樓。泰國自然資源與環境部長Yongyuth Tiyapairat和副農業部長紐因·西德喬普（Newin Chidchop）由星期四中午受命向軍人集團報告。軍人集團沒有表示如果他們沒有報告他們會接受什麼處罰。
正在纽约参加联合国大会的泰国看守政府首相他信于当日晚些时候已经表示愿意辞职：

我在紐約參加聯合國大會時還是泰國首相，但我離開時則就失業了。

他原定9月19日在第61届联合国大会发表演說，講述泰國的民主經驗，但發言隨即被取消。据报道，他信将比原计划提前一天于9月21日返回泰国。
当天，在泰国当地的传播媒体绝大部分已被政变军方所控制，电视台那时立刻改播泰国国王纪录片、泰国王室照片和音乐放送等等，大多数当地居民均表示历次泰国发生政变都会有极类似的情况发生。而当天并没有任何因军民或任何军事原因而发生的冲突演成的伤亡记录，首都曼谷市面上亦大致平静，甚至有许多当地居民表示翌日才得悉有军事政变或任何政权替换發生。

### 第二天
2006年9月20日，据当天的消息，他信已于当地时间9月19日晚启程前往纽约肯尼迪国际机场，准备离开美国，继而前往英国倫敦。
同日，泰國軍方一名女性發言人宣佈禁止五人以上的政治集會，並稱會儘快“還政於民”，舉行選舉，但沒有提出確切選舉日期。
晚上，泰國的電視台指泰国国王普密蓬已委任頌提接管政權，軍政府將維持兩週，後將政權移交臨時政府，修改宪法，明年10月舉行大選，還政於民。另外，軍政府表示歡迎他信回國，但他信有可能會被指控貪污。而政变领袖頌提则已向国王和国民表示：

我們已奪取政權，終止憲法，解散國會，而政府內閣和憲制法庭均必須立即中止運作。

惠譽和標準普爾給予泰國的長期外幣債信評等為「BBB+」，長期的本幣債信評等為「A」，而短期的外幣債信評等為「A2」，短期的本幣債信評等為「A1」 。
外界質疑此次政變是否已獲得泰王默許，泰國人即使心存疑問，亦因出於對泰王的尊敬而不會提出；但在記者會上，有外國傳媒質疑泰王的角色時，軍政府斷言表示：「我們可以向你保證：這完全是我們獨立的決定。」

### 第三天
2006年9月21日，一份關於在2006年4月24日斷言針對他信的汽車炸彈的調查檔案差不多供認了的Sgt-Maj Chakrit Chantra在星期二晚上大約9時半逃離罪案壓制部門（Crime Suppression Division）。他信的親戚，警政署副署長Priewphan Damapong被發現從罪案壓制部門車輛步出並配有武器，最後逃去無蹤。
下午4時，泰國政變領袖下令媒體行政人員前往軍隊總部，警告他們停止發放軍隊奪權後大眾的意見。這個軍隊嚴控傳媒的行動為了堵截危害軍人政府的信息，無視言論自由。一名軍官說，「當局」會在早上11時開始發表電視講話。
泰国皇家军队和坦克在政府重要設施開始減少駐守。星期四，四輛坦克留守泰國政府大樓，而日前則多達十輛。Lieutenant Romklao Thuwatham透露「現在我們只有兩連，為數50至60人，駐守在政府大樓。但全面撤退仍要聽命於陸軍總司令因為對現時情況沒有十足信心。」

## 軍事政權的成員
軍事政權的第11份官方聲明概述了它的領導成員。會議正式稱自己為「國家管理改革委員會」，成員包括了泰國軍方和警察的所有領導。
- 陸軍總司令頌提（Sonthi Boonyaratglin），國家管理改革委員會主席
- 海軍總司令薩提拉潘（Sathiraphan Keyanon），第一副主席
- 空軍總司令查利（Chalit Pookpasuk），第二副主席
- 警察總監柯威（Kowit Wattana），第三副主席
- 國家安全會議秘書長韋納（Winai Phatthiyakul），秘書長
- 特別指揮部指揮官良洛（Ruangroj Mahasaranon），總參謀長

## 國內反應

### 媒體管制
政變發生的9月19日晚上，泰國電視台的廣播全被中斷，一天後，曼谷的電視廣播已恢復，但《曼谷郵報》指電視台一些女主播報道新聞時，旁邊有軍人荷槍戒備。外國媒體如BBC的頻道雖然在翌日迅速恢復，但當電視播出他信的發言時，頻道會迅即被終止。在軍管期間，超過5個人的政治集會均視為非法，但曼谷市面大致平靜，該規定至少在曼谷未有落實執行。
9月22日晚上6時，首場反政變示威在曼谷Siam Paragon百貨公司外聚集，大會由一個名為「9月19日網絡」的臨時組織策劃，呼籲市民穿起黑衣抗議，但大會最終只有數十人參加，期間主要派發單張，拉起「反他信，反政變」的紙牌，未有叫喊口號，在視線範圍內未見有軍隊註守，集會只維持數十分鐘就解散。
不過，他信票源主要集中在鄉村，在首都曼谷民望則陷入谷底，目前鄉郊地方的反應仍未能真正表達。接管泰國政權的「國家管理改革委員會」在9月24日宣佈，三百個在農村、支持他信首相的電台已被關閉。發言人聲稱，此舉是為了「避免動亂和誤解」，不希望任何「導致國家分裂」的報導。被關閉的電台來自十七個府，大部分在他信家鄉清邁。
曼谷英語報紙《The Nation》的社論給政變一個有力的支持。社論形容他信是貪婪的政客，為了個人利益而犧牲了公眾利益。它更認為他信這類人士應該在選舉或在和平示威形式的公眾壓力下被摒棄。可是，它也說政變可能是一個有需要存在的魔鬼。然而，社論也說：「雖然奪權沒有導致傷亡，但仍然是暴力的政治形式，這與泰國人心中的民主志向有點不符。民主必然早點歸來。」

### 商人反應
泰國港商對政變持觀望態度，認為這會助長泰國政局的不穩定因素。但親建制報紙的觀點有所不同，據報，有香港上市公司原本希望與當地政府洽談基建投資，但鑑於他信在政變前只擁有“看守首相”的名義，擔心新政府不認帳，因而未能展開洽商。泰國香港商會主席曾玉祥指：「現在只可以說，这次是bad news之中的good news吧。」但對於泰國日後會否再出現政變連場的局面，則仍抱觀望。

## 國際回應

### 國際組織
- 聯合國秘書長科菲·安南表示：「此舉不值得鼓勵。聯合國鼓勵政權依照民主程序，透過選票平和更迭。」「十多年來，泰國的民主體制令人印象深刻，他們一定可以重回正軌，遵循民主法治而行。」
- 國際貨幣基金 - 組織總裁罗德里戈·拉托在新加坡所舉行的基金組織會議。「我們會密切關注事情發展並期望國家的穩定與民主會帶來好處。」[23]

### 美洲
- 加拿大 - 加拿大外交部長說，「加拿大對事情發展表示深切關注。我們敦促依從國家的憲法去和平解決這次危機。根據尊重人權和法規，泰國已經獲得了明顯進展，而且加拿大敦促所有黨派繼續維護這些價值。」[24]
- 美国 - 美國國務院宣佈他們密切監測事態發展。發言人加耶哥斯表示：「希望泰國人民以和平的方式解決政治歧異，同時謹遵法制及民主制度不悖。」[25]

### 亞洲
- 日本 - 日本外务大臣麻生太郎對泰國軍事政變表示惋惜，並敦促泰國儘快恢復民主。[26]
- - 大韩民国外交部發言人說：「我們希望泰國會根據法律程序來恢復和平。」[24]
- 中華民國 - 中華民國外交部提醒公民非必要請暫緩前往泰國，並宣佈啟動緊急應變機制安置僑民。[27]
- 马来西亚 - 馬來西亞首相阿都拉·巴达威對泰國政變表示震驚。他希望泰國將會由民選政府所統治。[28]
- 菲律賓 - 菲律賓總統阿罗约表示他們十分關注泰國的政變。再者，他們有信心菲律賓軍方不會效法。[29]
- 中华人民共和国 - 中华人民共和国外交部发言人秦刚说，泰国国内局势发生的变化，是泰国内部事务。中国政府一贯奉行不干涉别国内政原则。[30]
  -  香港特別行政區 - 各旅行社提醒市民儘快回港，並即時取消前往當地的行程。[31]

### 大洋洲
- 新西兰- 時任總理海伦·克拉克譴責泰國的軍事政變，並要求他們儘快回復民主政治。克拉克表示，新西蘭譴責以不符合憲法及不民主的手段推翻政府。
- - 時任財長彼得·科斯特洛（Peter Costello）指政變不利整個地區的經濟，儘管这次一切看來平靜，但這無助減少投資者的風險，現在越快將權力交還民選民主政府越好。